# Khaqani
Khāqāni o Khāghāni in persiano خاقانی‎, nato Afzaladdin Badil (Ibrahim) ibn Ali Nadjar (Şamaxı, 1121 o 1122 – Tabriz, 1190) è stato un poeta persiano.

## Biografia
Suo padre era un carpentiere di Şamaxı, ma morì quando Khagani era ancora in giovane età. Venne pertanto cresciuto da suo zio, Kafi-eddin Umar Shervani, un dottore e astronomo alla corte dello Shirvanshah, che per sette anni (fino alla morte) "fu il suo tutore". La madre di Khaqani, di religione nestoriana, si convertì poi all'Islam. Egli stesso aveva una notevole conoscenza del cristianesimo, e la sua poesia è profusa di immagini e simboli cristiani. Studiò la filosofia con un cugino (figlio di Kafi-eddin Umar). Il suo maestro di poesia fu il famoso Abul-Ala Ganjavi che lo presentò alla corte di Khaqan Manuchehr Shirvanshah ed egli si creò lo pseudonimo dal nome del re e sposò la figlia di Abul-Ala.

## Opere e lascito

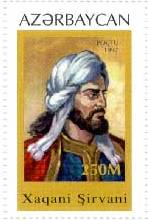
Francobollo del 1997 dell'Azerbaigian con l'immagine del poeta persiano Khaqani

In giovane età, Khaghani scrisse sotto lo pseudonimo di Haqai'qi ("cercatore"). Dopo essere stato invitato alla corte dello Shirvanshah Abu'l Muzaffar Khaqan-i-Akbar Manuchiher, figlio di Faridun, assunse lo pseudonimo di Khaqani ("regale"). Il na'at (un poema in lode del profeta Maometto), scritto all'epoca nella quale il suo talento aveva raggiunto il massimo, gli procurò il nomignolo di Hassān'l-A'jam (Il persiano Hassān)(حسان العجم), poiché Hassan ibn Thabit era un famoso poeta arabo che aveva composto i panegirici in lode del profeta Maometto, il titolo di Khaqani si riferisce al fatto che egli era il persiano Hassan.
Oltre a Diwān, Khāqāni lasciò alcune lettere e un meno noto 'Ajaibu l-Gharyib (Curiosità rare). La vita di poeta di corte lo rammollì ed egli "fuggì dalla gabbia di ferro, dove si sentiva come un uccello con un'ala spezzata" e partì per un viaggio in Medio Oriente. I suoi viaggi gli fornirono materiale per la sua famosa poesia Tohfat-ul Iraqein (in persiano: تحفه العراقين dal significato (Un regalo dai due Iraq), essendo i due Iraq l'"Iraq persiano" (Iran occidentale) e l'"Iraq arabo" (Mesopotamia)). Questo libro fornisce una buona quantità di materiale per la sua biografia poiché vi descrive le sue impressioni sul Medio Oriente. Scrisse anche la sua famosa qaṣīda I portali di Madain (in persiano: ايوان مداين) in cui dipinge magnificamente il suo dolore e impressione nel vedere i resti del palazzo sasanide vicino a Ctesifonte.
Al suo ritorno, Khaqani interruppe il suo servizio alla corte dello Shirvanshah e Shah Akhsitan diede l'ordine di imprigionarlo. Fu in prigione, a Şabran, che Khaqani scrisse uno dei suoi più potenti poemi antifeudali chiamato Habsiyye (Poema dalla prigione). Al momento della liberazione si trasferì, con la sua famiglia, a Tabriz dove il destino gli riservò un tragico colpo dopo l'altro: prima morì suo figlio minore, poi sua figlia e poi sua moglie. Khaqani compose tre elegie in commemorazione dei suoi cari la maggior parte delle quali sono sopravvissute e sono incluse nel suo diwan. Khagani fu lasciato solo, e presto anche lui morì a Tabriz. Fu sepolto nel cimitero del poeta nel quartiere di Surkhab a Tabriz.
Khaqani lasciò una notevole eredità indi poesie in lingua persiana comprendente alcune magnifiche odi-distici di trecento versi con la stessa rima, ghazal melodiosi, poesie drammatiche che protestano contro l'oppressione e glorificano la ragione e la fatica, ed elegie che lamentano la morte dei suoi figli, di sua moglie e dei suoi parenti.
Secondo Jan Rypka:
Alcune quartine di Khaqani sono state inserite nel libro Nozhat al-Majales.